# Mirno vino
Mirna vina (fra. vins tranquilles) su vina koja ne tvore mjehuriće pri otvaranju boce. Suprotnost su od pjenušca. Većina vina spada u skupinu mirnih vina. U Republici Hrvatskoj, u smislu Zakona o vinu (Narodne novine br. 96/2003.), mirno vino spada u vina u užem smislu riječi. Po sadržaju neprevrelog šećera dijelimo ih na suha, polusuha, poluslatka i slatka. Po kakvoći prerađenog grožda mirna vina dijelimo na stolna vina, kvalitetna vina i vrhunska vina.